# 2016년 콜카타 고가도로 붕괴 사고
2016년 3월 31일 인도 콜카타 부라바자르 지역 기리시 공원 근처의 한 고가도로가 붕괴되는 사고가 발생하였다. 이 사고로 적어도 22명이 사망하고 75명이 부상당했으며, 100여명 이상이 매몰당했다.